# Szarbsko
Szarbsko ist ein Dorf in der Landgemeinde Aleksandrów im Powiat Piotrkowski.
Es liegt auf einer Höhe von etwa 210 Metern über dem Meeresspiegel in der Woiwodschaft Łódź in Polen. Die naheliegendsten Nachbarorte im zwei Kilometerradius sind in südöstlicher Richtung das Dorf Dąbrówka und in westlicher Richtung Przewóz. Das Verwaltungszentrum der Gemeinde liegt in Aleksandrów etwa vier Kilometer in nordöstlicher Richtung von Szarbsko entfernt. Haupteinnahmequellen des Dorfes sind die Forst- und Landwirtschaft.

## Quelle
- Geographie Szarbsko